# Pesquera d'en Malagelada
Pesquera d'en Malagelada és una obra de Banyoles (Pla de l'Estany) inclosa a l'Inventari del Patrimoni Arquitectònic de Catalunya.

## Descripció
Es tracta de dues construccions a la vora de l'estany de Banyoles projectades davant la perspectiva de les proves de rem els Jocs Olímpics de 1992. Es van construïr en un punt de terra del qual els àrbitres podien controlar el punt de sortida de les regates.
Té una planta triangular, amb la bisectriu encarada al punt de sortida. És una estructura metàl·lica i aguanta una petita terrassa que queda suspesa sobre l'aigua. La façana és de marbre rosat amb les juntes horitzontals molt pronunciades. La coberta i el voladís, pintades de gris molt fosc, són de metall, igual que la porta d'accés. Les obertures de la part posterior són de fusta i es poden obrir totalment.
Els arquitectes varen inspirar-se en les pesqueres del segle xix ja que es tractava de construccions que podien satisfer qualsevol mena d'usos.

## Història
Es va construir per a la celebració de les proves de rem dels Jocs Olímpics de 1992 al llac de Banyoles.